# Пахицереусовые
Пахице́реусовые (лат. Pachycereeae) — триба столбовидных суккулентов подсемейства Cactoideae семейства Кактусовые (Cactaceae).
Некоторые растения из пахицереусовых могут достигать в высоту 20 м и весить до семи тонн.
Естественный ареал трибы — Центральная Америка, Мексика, юго-западная часть США.

## Систематика
По классификации Баккеберга большинство родов пахиноцереусовых относились к подтрибе Северные цереусовые кактусы (Boreocereinae Backeb.) трибы Цереусовые (Cereeae Britton et Rose) подсемейства Цереусовые (Cereoideae Schum.).

## Роды
Триба включает в себя 15 родов:
- Acanthocereus (Engelm. ex A.Berger) Britton & Rose — Акантоцереус
- Bergerocactus Britton & Rose — Бергерокактус
- Carnegiea Britton & Rose — Карнегия
- Cephalocereus Pfeiff. — Цефалоцереус
- Corryocactus Britton & Rose
- Echinocereus Engelm. — Эхиноцереус
- Escontria Rose
- Leptocereus (A.Berger) Britton & Rose — Лептоцереус
- Myrtillocactus Console — Миртиллокактус
- Neobuxbaumia Backeb.
- Pachycereus (A.Berger) Britton & Rose — Пахицереус
- Peniocereus (A.Berger) Britton & Rose — Пениоцереус
- Polaskia Backeb. — Полаския
- Pseudoacanthocereus F.Ritter
- Stenocereus (A.Berger) Riccob. — Стеноцереус

## Гибриды
- × Myrtgerocactus Moran (Myrtillocactus × Bergerocactus)
- × Pacherocactus G.D.Rowley (Pachycereus × Bergerocactus)